# Леон (фильм)
«Лео́н» (фр. Léon, прокатное название в Северной Америке — «Профессионал» (англ. The Professional)) — французский боевик-триллер 1994 года, пятый полнометражный фильм режиссёра Люка Бессона снятый на английском языке. В нём снялись Жан Рено и Гэри Олдмен, а также дебютировала Натали Портман. В центре сюжета «Леон» (Рено), профессиональный наёмный убийца, который неохотно берёт к себе двенадцатилетнюю Матильду Ландо (Портман) после того, как её семья была убита коррумпированным агентом Управления по борьбе с наркотиками Норманом Стэнсфилдом (Олдман). У Леона и Матильды завязываются необычные отношения, поскольку она становится его протеже и учится ремеслу киллера. Фильм был выпущен во Франции компанией Gaumont и за рубежом компанией Gaumont Buena Vista International 14 сентября 1994 года и 18 ноября того же года в США и получил в основном положительные отзывы критиков.
На октябрь 2022 года фильм занимает 35-е место в списке 250 лучших фильмов по версии IMDb и 47-е место в списке 250 лучших фильмов по версии посетителей сайта «КиноПоиск».

## Сюжет
Главный герой — профессиональный убийца Леон, живёт уединённой жизнью в Маленькой Италии, районе Нью-Йорка. Большая часть работы достаётся ему от мафиозо по имени Тони (Дэнни Айелло). В свободное время Леон занимается гимнастикой, ухаживает за своим любимым цветком (аглаонемой) в горшке и иногда ходит в кино.
Однажды он встречает живущую по соседству Матильду Ландо, девочку-подростка. Она живёт в неблагополучной семье. Отец Матильды, Майкл, навлекает на себя гнев группы коррумпированных полицейских, сотрудников управления по борьбе с наркотиками. Они заплатили ему за хранение кокаина, однако впоследствии обнаружили, что часть наркотиков он присвоил. Во главе стоит начальник полицейской группы Норман Стэнсфилд по прозвищу Стэн. Майклу дают 24 часа на то, чтобы всё исправить. Через сутки полицейские возвращаются и убивают всю семью, в перестрелке один из полицейских погибает. Вернувшись домой и поняв, что произошло, Матильда звонит в дверь Леона. Он впускает её, тем самым спасая от участи её семьи.
Матильда обнаруживает, что Леон — наёмный убийца, и просит научить её ремеслу убийцы: она жаждет отомстить за убийство своего четырёхлетнего брата — единственного члена семьи, которого она любила. В благодарность она предлагает Леону помощь в ведении домашнего хозяйства. Леон колеблется, но, понимая, что девочке некуда идти, принимает её предложение, и они начинают сотрудничать, медленно выстраивая отношения (вдохновлёные женитьбой Бессона на юной Майвенн, по словам последней). Потом Матильда признаётся Леону, что полюбила его.
Однажды Матильда выслеживает Стэнсфилда и следует к его офису в попытке убить его, но тот оказывается предусмотрительным и обезоруживает её. В это же время Леон возвращается домой и видит оставленную Матильдой записку. Он прорывается в офис Стэнсфилда и спасает девочку, попутно убивая двоих его подчинённых.
Стэнсфилд приходит в ярость, узнав, что Леон, кроме того, что убил его людей и похитил Матильду, также застрелил его помощника Малки, когда тот покупал партию наркотиков у китайцев. Узнав от китайцев, что убийца был итальянцем, он направляется в бакалейную лавку Тони, избивает его и узнаёт, где живёт Леон. Вскоре, возвращаясь домой из продуктового магазина, Матильда сталкивается со спецназом, посланным Стэнсфилдом. Те берут её в качестве заложницы и пытаются проникнуть в квартиру Леона. Леон понимает, в чём дело, убивает большую часть штурмовой группы, заманивает полицейских в засаду и вынуждает их освободить Матильду. Когда вооружённые люди снова проникают в квартиру, Леон пробивает стену, открывая вход в небольшую вентиляционную шахту, и спускает по ней Матильду. Леон признаётся девочке в том, что тоже любит её, и она успевает уйти прежде, чем в квартиру попадает граната.
Воспользовавшись замешательством, Леон переодевается в униформу одного из убитых спецназовцев. Он направляется к выходу, притворяясь раненым полицейским. На пути из здания Стэнсфилд видит его и, понимая, что это Леон, следует за ним по коридору, из которого он заранее выгнал всех полицейских, понимая, что Леон пойдёт этим путём; когда Леону остаётся всего несколько шагов до выхода на улицу, Стэнсфилд стреляет в него. Леон успевает передать Стэнсфилду «подарок от Матильды» — чеку от гранаты. Разворачивая жилет Леона, Стэнсфилд видит, что на его груди висит целая связка гранат. Следует мощнейший взрыв, который разносит часть здания и убивает Стэнсфилда.
Матильда направляется к Тони, поскольку Леон велел ей заранее так сделать, если с ним что-то случится. Тони говорит Матильде, что каждый месяц будет выдавать ей определённую сумму из завещанного Леоном состояния, и что ей лучше возвращаться в школу. Девочка направляется к школе-интернату. Директор восстанавливает Матильду в числе обучающихся, с трудом признав рассказ о причине смерти родителей. Матильда идёт в школьный сад с комнатным растением Леона, роет яму и сажает его, прощаясь со своим другом.

## В ролях
| Актёр           | Роль                     |
| --------------- | ------------------------ |
| Жан Рено        | Леон                     |
| Гэри Олдмен     | Норман Стэнсфилд         |
| Натали Портман  | Матильда Ландо           |
| Дэнни Айелло    | мафиозо Тони             |
| Майкл Бадалукко | отец Матильды            |
| Эллен Грин      | мачеха Матильды          |
| Кит Гласко      | Бенни                    |
| Willi One Blood | Блад                     |
| Майвенн         | любовница мистера Джонса |

## Подбор актёров
При подборе актрисы на роль Матильды Бессон забраковал практически всех кандидаток из первой очереди. В этом списке поначалу была и Натали Портман, но её кандидатуру ещё до проб отклонил помощник режиссёра, посчитав слишком юной — на тот момент ей было всего 10 лет. Спустя почти год Люк Бессон, так и не найдя кандидатуры на роль Матильды, повторно просмотрел анкеты и снова пригласил Портман. В результате на пробы Портман попала в марте 1993 года. Режиссёр сказал ей: «Представь, что всю твою семью убили, но тебе жаль лишь своего младшего брата». Создатели фильма знали, что Портман была единственным ребёнком в семье, но она тут же заплакала взаправду, поэтому её сразу же утвердили.
Бессону пришла идея снять «Леона» в то время, когда он работал над фильмом «Никита» (1990). Там в третьем акте чистильщика Виктора (Жана Рено) посылают на помощь главной героине, когда её миссия идёт не по плану. Бессон увидел нереализованный потенциал персонажа и решил на этой основе создать отдельную историю. Леон, как и Виктор, носит длинное шерстяное пальто, тёмные очки и вязаную шапку. Рабочим названием фильма было «Уборщик» («Чистильщик»).

## Версии фильма
Существуют два варианта фильма: обычная версия и расширенная, в которой присутствует 25 минут дополнительных сцен. Её также называют «режиссёрской» (или «международной»), но Люк Бессон режиссёрской называет обычную версию, а вторую — «расширенной версией». Впервые «расширенная версия» была показана в кинотеатрах летом 1996 года во Франции.

## Саундтрек
Музыку к фильму написал французский композитор Эрик Серра, часто работавший с фильмами Люка Бессона. Во время финальных титров звучит песня «Shape of My Heart» в исполнении Стинга.

## Критика
На сайте Rotten Tomatoes рейтинг фильма составляет 71 % на основе 59 критических отзывов (42 положительных и 17 отрицательных).

## «Коломбиана»
Люк Бессон готовил сценарий сиквела под названием «Матильда». На его основе в 2011 году вышел самостоятельный фильм «Коломбиана», спродюсированный им и снятый режиссёром Оливье Мегатоном.